# Ayoayo
L'Ayoayo è un gioco da tavolo astratto della famiglia dei mancala, diffuso presso l'etnia Yoruba della Nigeria. Praticamente lo stesso gioco (con alcune differenze minori) è noto come Endodoi presso i Masai di Tanzania e Kenya. Da questo gioco ha preso ispirazione il mancala moderno Kalah, che utilizza un tavoliere diverso ma mantiene le regole essenziali dell'Ayoayo.

## Regole
Nota: questa sezione fa riferimento alla terminologia definita in Mancala#Concetti generali

### Tavoliere e disposizione iniziale
L'Ayoayo utilizza un tavoliere di due file di sei buche, e 48 semi; inizialmente, quattro semi vengono posizionati in ciascuna buca. L'equipaggiamento e la situazione di partenza sono quindi le stesse del Wari e di numerosi altri mancala II, come il Layli Goobalay. Ogni giocatore controlla la fila di buche sul proprio lato del tavoliere.

### Mossa
Al proprio turno, il giocatore preleva i semi da una delle sue buche e li semina in senso antiorario, a staffetta. Se i semi prelevati sono più di dodici, la buca di partenza deve essere saltata durante la semina. Se l'ultimo seme cade in una buca vuota nella file del giocatore di turno, eventuali semi presenti nella buca avversaria antistante vengono catturati e rimossi dal gioco.

### Dar da mangiare
Come molti mancala, l'Ayoayo prevede una cosiddetta "regola del dar mangiare": se all'inizio del turno di un giocatore l'avversario è rimasto senza semi, il giocatore di turno è obbligato (se può) a fare una mossa che porti almeno un seme in una buca avversaria.

### Conclusione del gioco e vittoria
Il gioco termina quando uno dei due giocatori non può più muovere. L'avversario cattura tutti i pezzi rimasti e vince chi ha catturato più pezzi.

## Endodoi

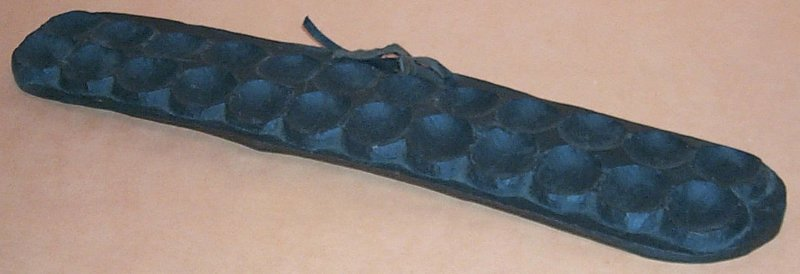
Un tavoliere da Endodoi 2x12

L'Endodoi è quasi identico all'Ayoayo, ma i Masai usano tavolieri con due file di buche di diverse lunghezze, per esempio 2x12. Il numero dei semi usati è ugualmente variabile (per esempio si può partire con 3, 4, 5 o 6 semi per buca). Altre differenze minori sono le seguenti:
- in caso di cattura, viene tolto dal gioco e deposto fra i pezzi catturati dal giocatore di turno anche il seme con cui si è conclusa la semina;
- se la semina compie un giro completo del tavoliere, la buca di partenza non viene saltata;
- non si applica la regola del "dar da mangiare".